# Астрецовский сельский округ
Астрецовский сельский округ — упразднённая административно-территориальная единица, существовавшая на территории Дмитровского района Московской области в 1994—2006 годах.
Астрецовский сельсовет был образован в первые годы советской власти. По данным 1918 года он входил в состав Яхромской волости Дмитровского уезда Московской губернии.
В 1926 году Астрецовский с/с включал село Андреевское, деревни Астрецово, Воронево и Яковлево, а также Андреевскую кустарную артель и лесные сторожки 52 км и Ольговскую.
В 1929 году Астрецовский с/с был отнесён к Дмитровскому району Московского округа Московской области.
14 июня 1954 года к Астрецовскому с/с был присоединён Степановский с/с.
20 августа 1960 года Астрецовский с/с был упразднён, а его территория передана в Настасьинский с/с.
20 декабря 1966 года Астрецовский с/с был восстановлен путём выделения из Настасьинского с/с в составе населённых пунктов Астрецово, Вороново, Елизаветино, Животино, Круглино, Степаново и Яковлево.
30 октября 1986 года в Астрецовском с/с было упразднено селение Вороново.
3 февраля 1994 года Астрецовский с/с был преобразован в Астрецовский сельский округ.
В ходе муниципальной реформы 2004—2005 годов Астрецовский сельский округ прекратил своё существование как муниципальная единица. При этом деревни Животино, Круглино и Степаново были переданы в городское поселение Дмитров, а Астрецово, Елизаветино и Яковлево — в городское поселение Яхрома.
29 ноября 2006 года Астрецовский сельский округ исключён из учётных данных административно-территориальных и территориальных единиц Московской области.